# Metro de Chongqing
El Metro de Chongqing (en chino: 重庆轨道交通, es un sistema de transporte masivo de la municipalidad de Chongqing, en la República Popular China. Este sistema de metro sirve para la ciudadanía y ha estado en servicio desde 2005.
El CRT consiste de 13 líneas férreas con 305 estaciones.
El CRT fue parte de un proyecto del gobierno central para el desarrollo de las regiones occidentales del país y el Banco Japonés de Cooperación Internacional. Dos empresas estuvieron a cargo de la realización del sistema, Vehículos de Ferrocarril Changchun (长春轨道客车) local y la japonesa Monorriel de Hitachi. Comenzó su construcción en 1999 y se abrió al público en 2005. Están en servicio las líneas 1, 2, 3, 4, 5, 6, 10 y línea circular y se planea abrir la 7, 8 y de la 11 a la 17. El sistema del metro es avanzado tecnológicamente y debido al área de montaña hace difícil su construcción, agregando túneles, puentes, entre otras. El CRT es un transporte ordenado por la gran cantidad de usuarios.

## Historia
El tránsito ferroviario de Chóngqing es parte del proyecto del gobierno central para el desarrollo de las regiones occidentales de China y el Banco Japonés para la Cooperación Internacional que también ha proporcionado parte de la financiación del proyecto. El CRT se ha llevado a cabo en cooperación entre Changchun Railway Co. Ltd. y Monorail Hitachi, haciendo uso de la más avanzada tecnología japonesa de monorriel. La construcción de la Línea 2 se inició en 1999 y fue inaugurada oficialmente en servicio en junio de 2005. Una extensión entre las localidades del Zoológico y Xinshancun fue inaugurada en julio de 2006.
En los años siguientes, se abrieron varias líneas nuevas: líneas 1 y 3 en 2011, línea 6 en 2012, líneas 5 y 10 en 2017, y línea 4 y línea circular en 2018. Varias extensiones de líneas 1, 2, 3 y 6 también se abrieron durante estos años.

## Líneas

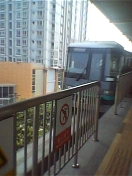
Estación del Zoológico, CRT Línea 2

En enero de 2019 el CRT cuenta con 311,8 km de longitud, 8 líneas y 181 estaciones en total. Las líneas son las siguientes:
| Línea    | Trayecto                                                                    | Inauguración | Longitud (km) | Estaciones |
| -------- | --------------------------------------------------------------------------- | ------------ | ------------- | ---------- |
| Circular | Biblioteca de Chongqing - Haixialu                                          | 2018         | 33,7          | 18         |
| 1        | Xiaoshizi - Jiandingpo                                                      | 2011         | 38,9          | 23         |
| 2        | Jiaochangkou - Yudong                                                       | 2005         | 31,4          | 25         |
| 3        | Yudong - Terminal 2 de Aeropuerto Internacional de Jiangbei Bijin - Jurenba | 2011         | 67,1          | 45         |
| 4        | Avenida Min'an - Tangjiatuo                                                 | 2018         | 15,6          | 8          |
| 5        | El EXPO Jardín Centro - Dashiba                                             | 2017         | 15,8          | 10         |
| 6        | Chayuan - Beibei / Yuelai                                                   | 2012         | 75,9          | 33         |
| 10       | Wangjiazhuang - Liyuchi                                                     | 2017         | 33,4          | 19         |
| TOTAL    | TOTAL                                                                       | TOTAL        | 311,8         | 181        |

## Amplicaciones
| Inauguración | Línea | Nombre                                        | Terminales                                               | Terminales                                               | Longitud (km) | Estaciones |
| ------------ | ----- | --------------------------------------------- | -------------------------------------------------------- | -------------------------------------------------------- | ------------- | ---------- |
| 2019         |       | Fase II                                       | Biblioteca de Chongqing y Haixialu                       | Biblioteca de Chongqing y Haixialu                       | 20,8          | 11         |
| 2019~2025    |       | Segmento Sur de la Fase I, Fase II y línea S5 | Yuegangbeilu ~ El EXPO Jardín Centro, Dashiba ~ Dingshan | Yuegangbeilu ~ El EXPO Jardín Centro, Dashiba ~ Dingshan | 60,31         | 30         |
| 2020~2021    |       | Fases I y II                                  | Xinqiao y Huashigou                                      | Xinqiao y Huashigou                                      | 40,46         | 30         |